# Royal Crown Revue
Royal Crown Revue – amerykański zespół grający muzykę z gatunku swing revival założony w 1989 roku w Lost Angeles przez Marka Sterna, Eddiego Nicholsa oraz Mando Dorame’a. Zespół często uznawany jest za prekursowa gatunku swing revival.

## Skład zespołu[1]

### Obecny skład
- Eddie Nichols – wokal
- Jennifer Keith – wokal
- Mando Dorame – saksofon tenorowy
- Daniel Glass – instrumenty perkusyjne
- Mark Cally – gitara
- Jim Jedeikin – saksofon barytonowy, saksofon altowy
- Ron Dziubla – saksofon barytonowy, saksofon altowy
- Dave Miller – gitara basowa
- Veikko Lepisto – gitara basowa
- Mark Pender – trąbka
- Lee Thornburg – trąbka

## Dyskografia[3]

### Albumy studyjne
- Kings of Gangster Bop (1991)[4]
- Mugzy’s Move (1996)[4]
- The Contender (1998)[4]
- Walk On Fire (1999)
- Greetings From Hollywood (2004)
- Don’t be a Grinch This Year (2010)[4]

### Minialbumy
- El Toro (2007)[4]

### Albumy koncertowe
- Caught In The Act (1997)[4]
- Passport To Australia (2001)
- Live at The Corner Hotel, Melbourne Australia (2007)